# Main au poker
Cet article concerne les mains au poker classique. Pour les mains au Texas hold'em, voir Mains au poker (Texas hold'em).
Ne doit pas être confondu avec All In.
Une main au poker est une combinaison de cartes définie par les règles du jeu du poker. Dans le poker classique, sans joker ni carte ajoutée, une main est une combinaison de cinq cartes qu'un joueur constitue et qu'il va comparer avec celles des autres joueurs.

## Préambule

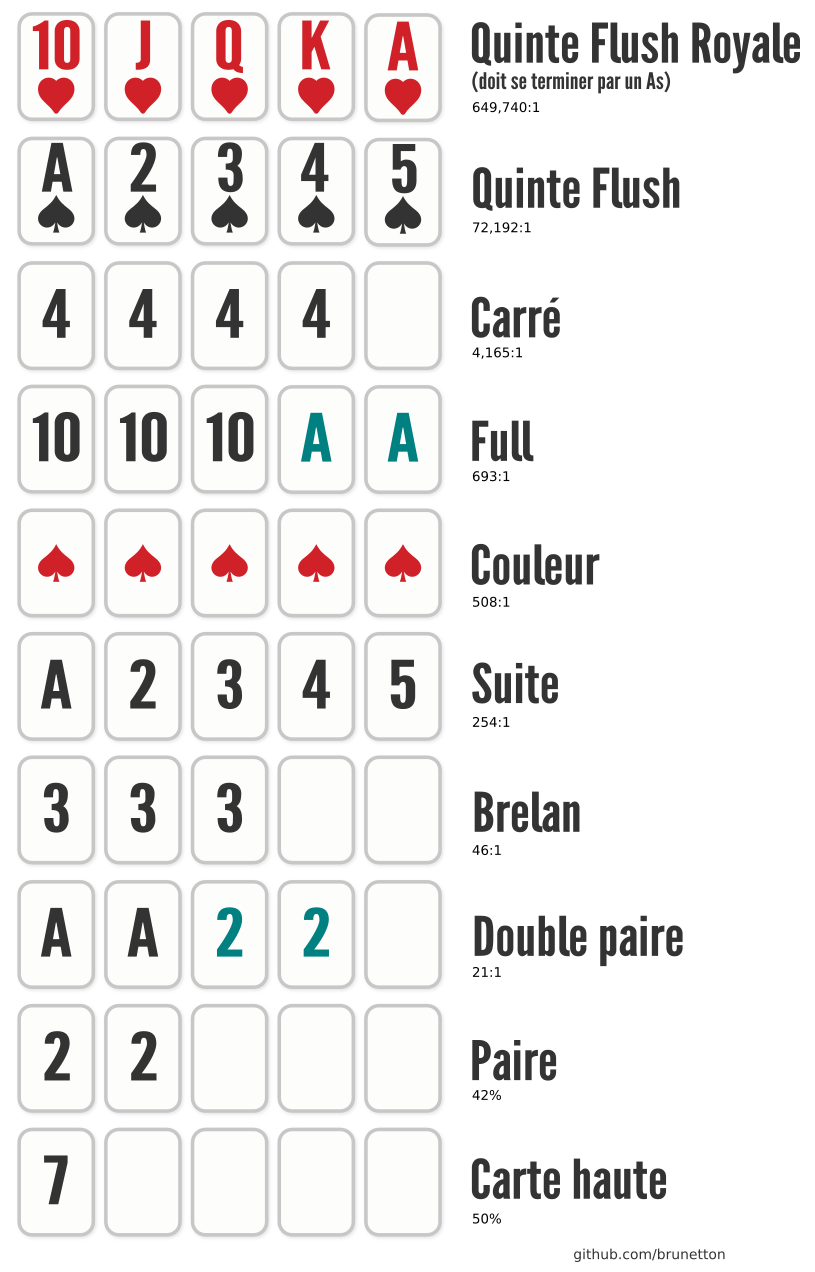
Mains au poker

### Vocabulaire pour les cartes au poker
Au poker :
- La « couleur » d'une carte désigne non pas rouge ou noire, mais son enseigne : pique, trèfle, carreau ou cœur.
- Le rang d'une carte désigne son niveau hiérarchique par rapport aux autres.

### Forces des cartes au poker
Au poker, aucune couleur n'est privilégiée par rapport à une autre, un 9 de cœur est a priori aussi fort qu'un 9 de trèfle ; de même qu'une quinte flush à pique vaudra autant qu'une quinte flush à carreau (si elles sont de même rang).
Seul le rang compte, et au poker l'ordre des cartes par force croissante est : Deux, Trois, Quatre, Cinq, Six, Sept, Huit, Neuf, Dix, Valet, Dame, Roi, As. L'as peut cependant aussi être utilisé comme carte de valeur 1, si cette convention est acceptée à la table, permettant ainsi de former des suites de type As, 2, 3, 4, 5. L’as reste la meilleure carte.

## Ordre des niveaux des mains
Voici la liste par ordre de force décroissante des combinaisons de 5 cartes au poker, laquelle découle directement des probabilités au poker sur les poker à 52 cartes.

### Quinte flush royale
La quinte flush royale (royal straight flush en anglais) est une suite formée des cinq cartes « As, Roi, Dame, Valet, Dix » et dont la couleur est identique.

### Quinte flush
La quinte flush (ou quinte-couleur au Québec), parfois appelée « suite couleur » ou straight flush en anglais, est formée de cinq cartes de rangs consécutifs et dont la couleur est identique.
Pour la décrire, on donne sa couleur et le rang de la plus haute carte. Exemple : une quinte flush au huit à carreau.
Il ne peut pas y avoir une double connexion sur l'As : la main « Dame, Roi, As, Deux, Trois » n'est pas une quinte flush valable. Une quinte flush contenant un As doit se terminer par l'As ou débuter par l'As.

### Carré
Le carré (four of a kind en anglais) est formé par quatre cartes d'un même rang, accompagnées d'une carte quelconque.
Pour la décrire, on donne le rang (exemple, un carré de rois).

### Full
Le full, également appelé main pleine (de l'anglais full house) est formé d'un brelan et d'une paire.
Pour le décrire, on donne d'abord le rang du brelan puis celui de la paire (exemple, full aux rois par les trois).

### Couleur
La couleur (flush en anglais) est formée de cinq cartes de couleur identique (qui ne forment pas une suite, sinon il s'agit d'une quinte flush).
Pour la décrire, on donne la couleur et le rang de la plus haute carte (exemple, une couleur au roi de carreau).

### Suite
La suite, parfois appelée quinte en français, ou straight en anglais, est formée de cinq cartes de rang consécutif (et d'au moins deux couleurs différentes, sinon il s'agit d'une quinte flush).
Pour la décrire, on donne le rang de la plus haute carte (exemple, suite au huit).
Il ne peut pas y avoir une double connexion sur l'As, la main « Roi, As, Deux, Trois, Quatre » n'est pas une suite valable. Autrement dit, une suite contenant un As doit forcément se terminer par l'As ou débuter par l'As.

### Brelan (aussi appelé Main Presque Pleine)
Le brelan (ou three of a kind en anglais) est formé par trois cartes de même rang et deux autres cartes différentes l'une de l'autre (sinon il s'agit d'un full).
Pour le décrire, on donne le rang du groupe de trois cartes (exemple, un brelan de rois).

### Double paire
La double paire (ou two pair en anglais) est formée par deux paires (de rangs différents, sinon il s'agit d'un carré) et d'une autre carte quelconque (de rang différent des deux précédents, sinon il s'agit d'un full).
Pour les décrire, on donne le rang de la paire de carte de plus haut rang puis celle de carte de plus bas rang (exemple, une double paire de rois par les huit).

### Paire
La paire (pair en anglais) est formée par deux cartes de même rang et trois autres cartes quelconques dont le rang est différent de la paire (sinon c'est un brelan) et différent entre elles (sinon c'est une double paire),.
Néanmoins une paire dans la main du joueur est supérieur aux autres paires
Pour la décrire, on donne le rang de la paire de carte (exemple, une paire de huit).

### Hauteur
Une hauteur, parfois appelée carte haute (ou high card en anglais), est une combinaison de 5 cartes ne formant aucune des combinaisons pré-citées.
Pour la décrire, on donne le rang de la carte de plus haut rang (exemple, un roi),.

## Comparaison des mains au même niveau

### Comparaison à rang différents

#### Paire, brelan et carré
Lorsque deux mains ayant le même niveau s'affrontent avec chacune soit une paire, soit un brelan, soit un carré, c'est celle dont le rang est le plus élevé qui l'emporte.
| Paire de valet |

| Paire de huit |

#### Carte haute, suite, couleur et quinte flush
Lorsque deux mains ayant même niveau s'affrontent avec chacune soit une carte haute, soit une suite, soit une couleur, soit une quinte flush c'est celle dont le rang de la plus haute carte est le plus élevé qui l'emporte. 
| Couleur au roi |

| Couleur au valet |

#### Main pleine
Lorsque deux mains s'affrontent avec une main pleine (full), c'est celle dont le rang du regroupement de 3 cartes est le plus élevé qui l'emporte. 
| Full aux Rois par les trois |

| Full aux Dames par les As |

#### Double paire
Lorsque deux mains ayant même niveau s'affrontent avec une double paire,
c'est celle dont le rang de la paire de carte la plus haute est le plus élevé qui l'emporte. 
| Double paire d'As par les deux |

| Double paire de Rois par les Dames |

### Comparaison à rang égaux et à niveaux égaux
Lorsque deux mains s'affrontent en ayant le même niveau mais aussi ayant le même rang de carte ou le même rang de groupe de carte, alors on compare le rang de la deuxième meilleure carte ou le rang du deuxième groupement de carte. Et ainsi de suite jusqu'à avoir comparé les 5 cartes de la main.
| Couleur au Roi à carreau |

| Couleur au Roi à trèfle |

En effet, ce sont deux couleurs qui s'affrontent, on compare d'abord les 2 rois, puis les 2 dix, puis les 2 huit et, enfin, on compare le quatre qui est plus fort que le trois.
| Double paire aux Rois par les huit |

| Double paire aux Rois par les huit |

Cette fois, ce sont deux doubles paires qui s'affrontent. On compare d'abord la plus haute paire : 2 rois contre 2 rois, puis 2 huit contre 2 huit, et enfin on compare la dernière carte, la Dame contre le Dix. La dame qui fait la différence est alors appelée le kicker.
| Full aux Rois par les cinq |

| Full aux Rois par les deux |

On compare d'abord le plus grand regroupement de 3 cartes, puis le regroupement de 2 cartes. Les 3 rois contre les 3 rois puis les 2 cinq contre les 2 deux. Dans cette configuration, il y a deux fois le roi de pique et de carreau dans deux mains différentes. Cela est possible dans des variantes au poker où il existe des cartes communes comme le Texas Hold'em.

## Égalité
En cas d'égalité des mains de deux ou plusieurs adversaires (les 5 cartes ont le même rang), il y a alors partage du pot.
| Double paire As par les rois avec un neuf |

| Double paire As par les rois avec un neuf |

## Confusion courante chez les débutants

### Une main de poker fait 5 cartes
Une erreur courante qui peut survenir au début, est l'oubli qu'une main de poker constituée par un joueur ne fait que 5 cartes et ce, même si la variante du poker jouée permet de choisir parmi plus de 5 cartes.
| voici le tableau       |
| Main du premier joueur |
| Main du second joueur  |

Il est tentant d'affirmer que le deuxième joueur l'emporte sur le premier car celui-ci dispose d'une paire de dix contre un deux et un trois. Une main de poker doit faire 5 cartes, et le premier joueur choisit de prendre tout le tableau, pour constituer une double paire aux As par les rois  avec une dame. Le deuxième, s'il choisit d'utiliser sa paire de dix ne pourra constituer qu'une double paire aux As par les dix qui deviendrait une moins bonne main. Il choisira donc, lui aussi, de prendre tout le tableau et constituera la même main pour arriver donc à un partage du pot.

### Toutes les cartes comptent
Une autre erreur qui peut survenir est l'oubli que chacune des 5 cartes compte. 
Si la variante du poker jouée permet de choisir parmi plus de 5 cartes, comme dans cet exemple :
| voici le tableau       |
| Main du premier joueur |
| Main du second joueur  |

Les deux joueurs vont choisir de prendre les 4 As du tableau qui leur fait un carré et pourraient en rester là se disant qu'ils ont la même main. Mais la cinquième carte ne compte pas, et le premier joueur choisit de prendre son six dont le rang dépasse le 5 que pourra prendre le deuxième joueur. Dans ce cas, le deuxième joueur ne peut pas valoriser ses 3 cinq.